# Schott Ech Chergui
Der Schott Ech Chergui (arabisch شط الشرقي, DMG Šaṭṭ aš-Šarqī ‚Östlicher Schott‘, auch Schott Chergui) ist der größte Salzsee im Hochland der Schotts in Algerien.

## Geographie
Der Salzsee liegt etwa im Zentrum des „Hochlands der Schotts“ auf 1027 m Höhe zwischen dem Tell-Atlas und dem Sahara-Atlas in der Provinz Saida im Nordwesten Algeriens und ist einer der größten Seen in Algerien. Er ist, aufgrund von Verdunstung, mit schwankendem Wasserspiegel maximal etwa 2000 km² groß.
Damit ist er nach dem Chott el Djerid in Tunesien der zweitgrößte Salzsee in Nordafrika.

## Ökologie
Das große Einzugsgebiet des Schott Ech Chergui umfasst saline, austrocknende Bereiche wie Sabchas als auch Süßwasserbereiche und heiße Quellen und vereinigt somit eine Vielzahl an Habitaten. Dazu zählen auch Feuchtwälder-Biotope mit Vorkommen von Moorenten (Aythya nyroca) und Marmelenten (Marmaronetta angustirostris). Im Gebiet des Schott Ech Chergui kommen auch die seltenen Cuviergazellen (Gazella cuvieri) und die Kragentrappe  (Chlamydotis undulata) vor. Das Gebiet ist ein wichtiger Rastplatz für wandernde Wasservögel.
Vom Menschen wird das Gebiet für die Schaf- und Kamelhaltung genutzt.